# Arte Xavega

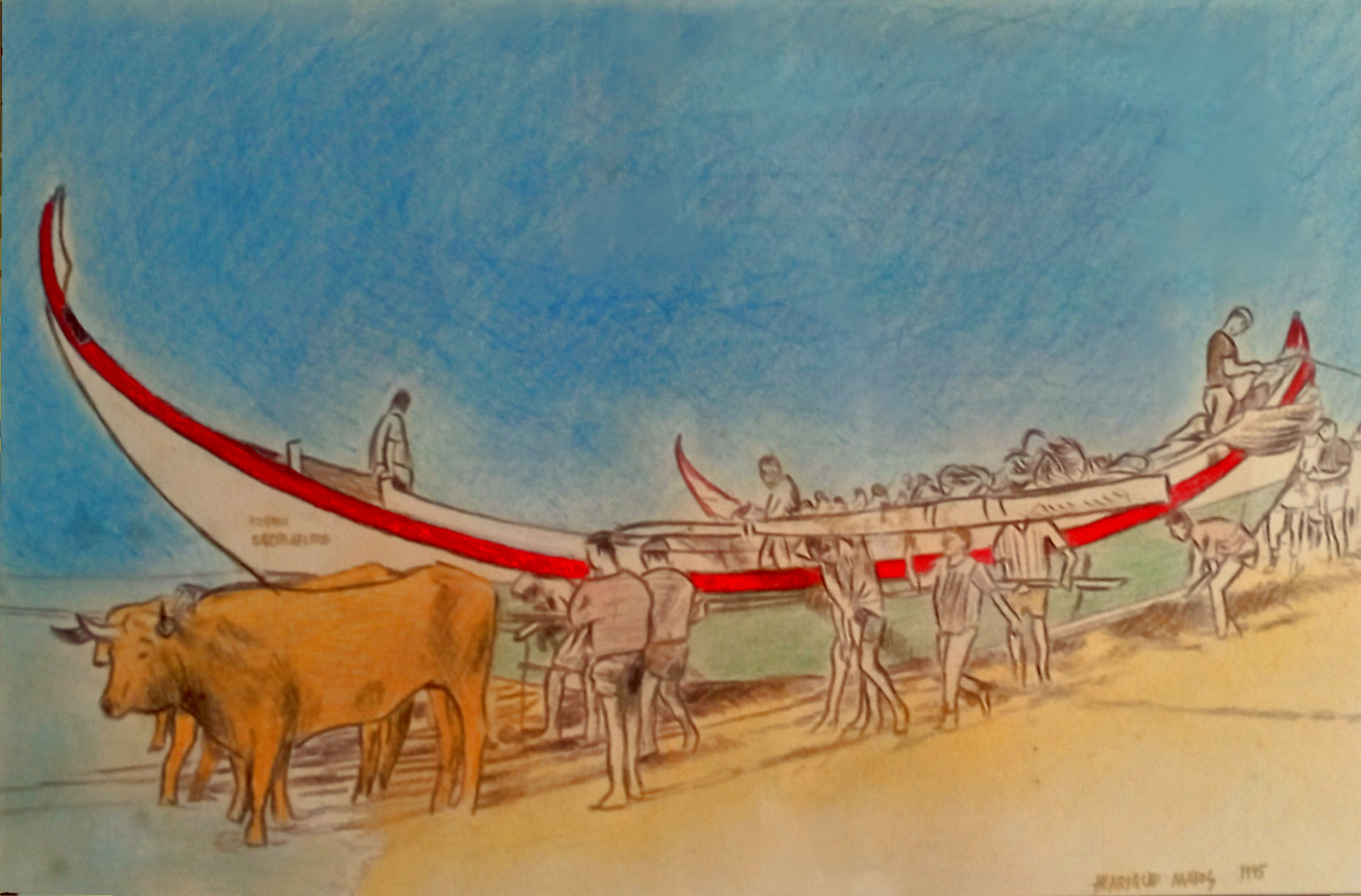
Scène de pêche arte xávega traditionnelle avec des bœufs. Pastel à l'huile de Henrique Matos 1995.

L'arte xávega est une pêche artisanale à la senne pratiquée sur certaines plages du Portugal.

## Historique
La pêche à la senne est une technique de pêche ancestrale qui consiste à capturer les poissons à la surface en les encerclant à l'aide d'un filet. Les Égyptiens utilisaient cette technique plus de 2 500 ans av. J.-C.
Le mot xávega vient du mot arabe xábaka qui signifie filet de pêche, ce qui démontre que la pratique de cette pêche remonte au moins à la conquête musulmane de la péninsule ibérique. A l’origine, le terme xávega n’était utilisé que par les pêcheurs du sud, notamment ceux de la côte de l’Algarve. Il désignait autant le filet que le bateau lui-même. Sur les côtes centrales et septentrionales, un type de pêche similaire était pratiqué, mais avec des différences et sous d'autres noms. L'uniformisation des règles de la législation a fini par imposer la dénomination xávega à toutes les formes de pêche dans laquelle les filets sont tirés à terre.

## Localisation
Ce type de pêche est pratiqué sur plusieurs plages de la côte portugaise, notamment à Nazaré, Torreira, Vagueira, Mira, Vieira, Pedrógão, Praia da Saúde et Fonte da Carrelage sur la Costa da Caparica.
Au sud du Portugal l'arte xavega est pratiqué à l'aide petites barques. Sur les plages du nord et du centre les bateaux sont plus grands, de forme différente (croissant de lune), avec un fond plat et des étraves beaucoup plus hautes pour affronter le déferlement des vagues. Ces bateaux ont une capacité de charge beaucoup plus grande que ceux du sud.

## Principe
L'équipement de l'arte xávega, est composé d’un long câble avec flotteurs, muni dans sa moitié d’un sac en filet conique appelé xalavar.
Le xalavar est emmené en mer, loin de la côte, par une embarcation qui déroule la moitié du câble en décrivant un arc de cercle, l'autre extrémité du câble restant sur la plage. Les pêcheurs encerclent les poissons et reviennent sur la plage en ramenant la première moitié du câble non loin de celle qui est restée sur la plage. La remontée du filet est assurée par deux tracteurs qui enroulent chacun une extrémité du câble sur un treuil de force. Cette opération peut prendre plus d'une heure. Jadis le filet était remonté par des bœufs qui servaient également à mettre les bateaux à la mer. La xávega se termine par l'ouverture du xalavar sur le sable. La pêche est immédiatement vendue à même la plage, à la criée ou parfois dans une poissonnerie toute proche.
Cette technique de pêche mobilise une dizaine d’hommes qui effectuent généralement une ou deux sorties en mer par jour, d’avril à octobre.
L'arte xávega est une tradition qui se perd d'année en année. Sur certaines plages du pays à l'occasion de festivités estivales, les municipalités organisent des arte xávegas avec des bœufs à titre d'attractions touristiques.

Pêche arte xavega sur la plage de Praia de Vagueira près de Aveiro au mois d'août 2014
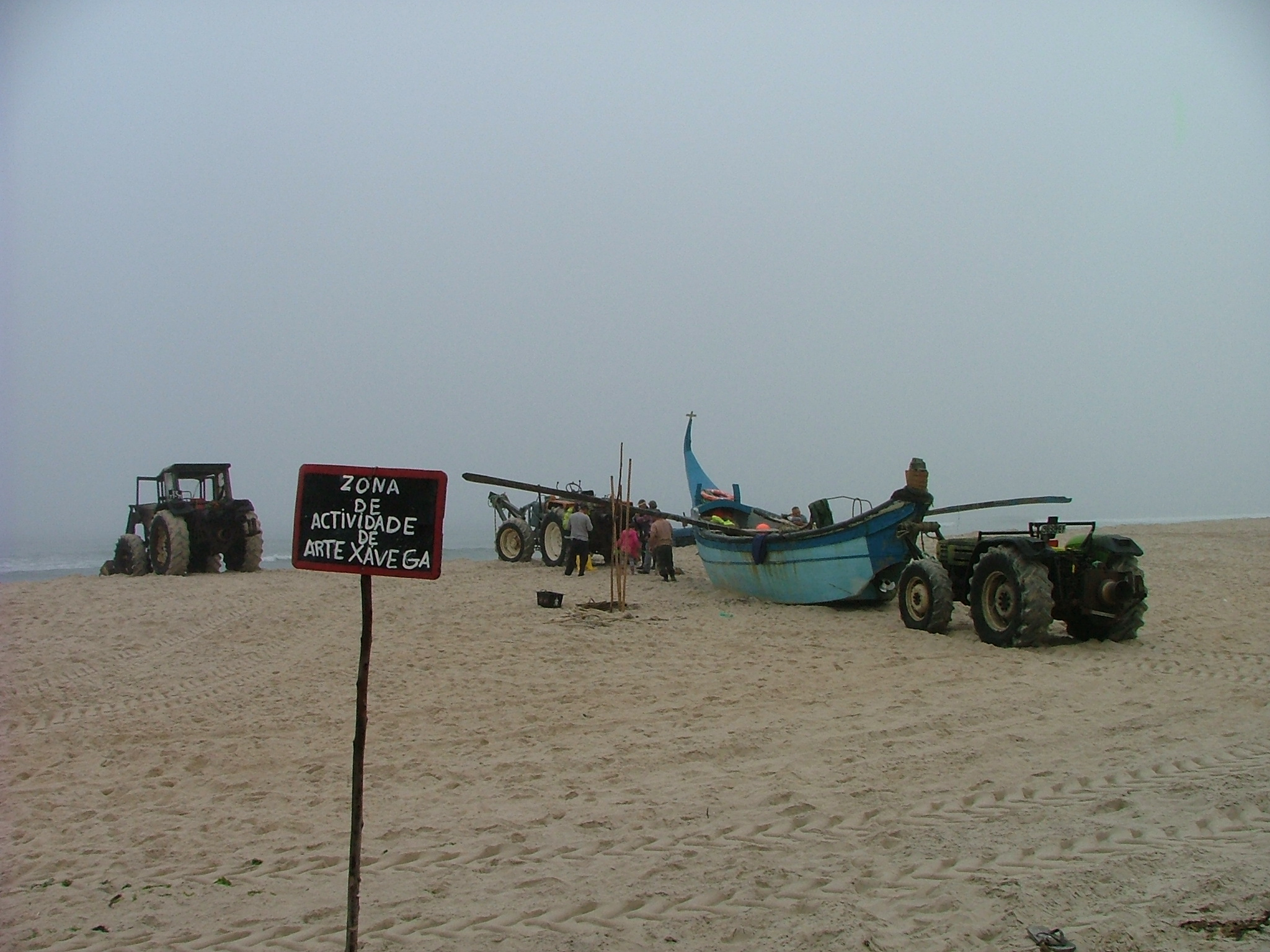
Mise à l'eau d'un bateau à l'aide de deux tracteurs, l'un tirant, l'autre poussant.
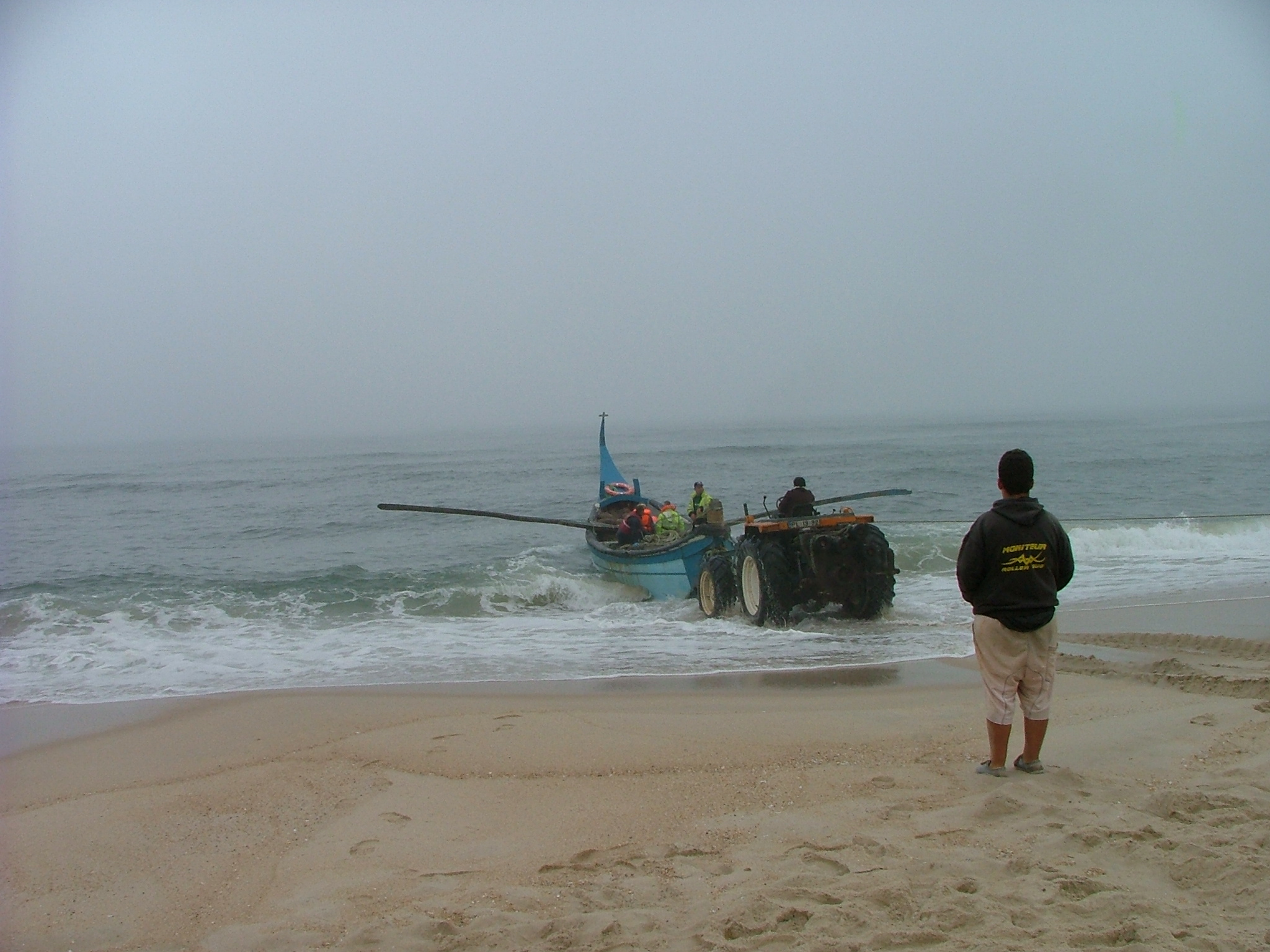
Fin de la mise à l'eau du bateau par le tracteur qui pousse.
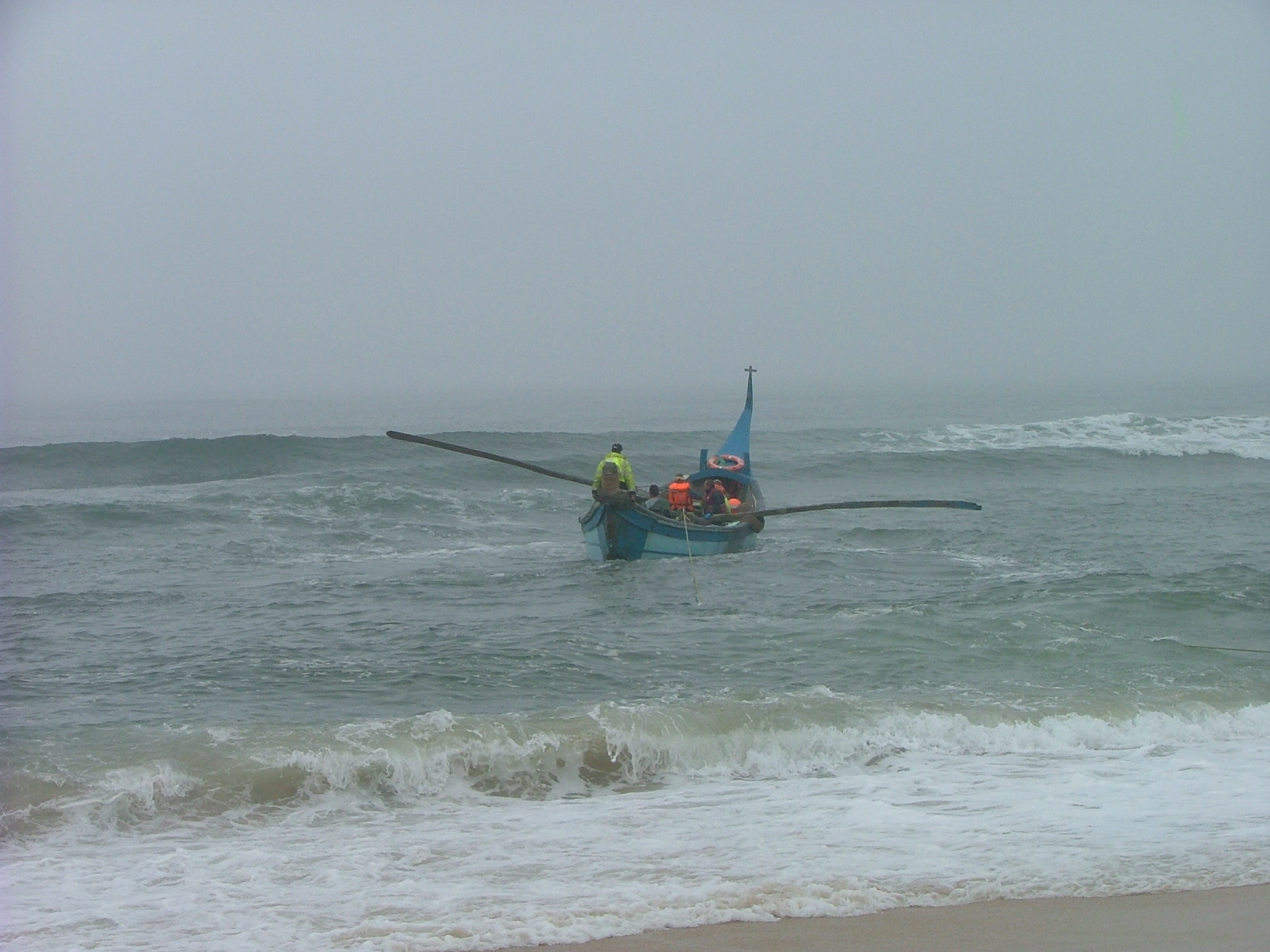
Départ d'un bateau pour poser le xalavar en mer. Les grands avirons sont utilisés avant que le moteur hors bord en puits puisse prendre le relais.
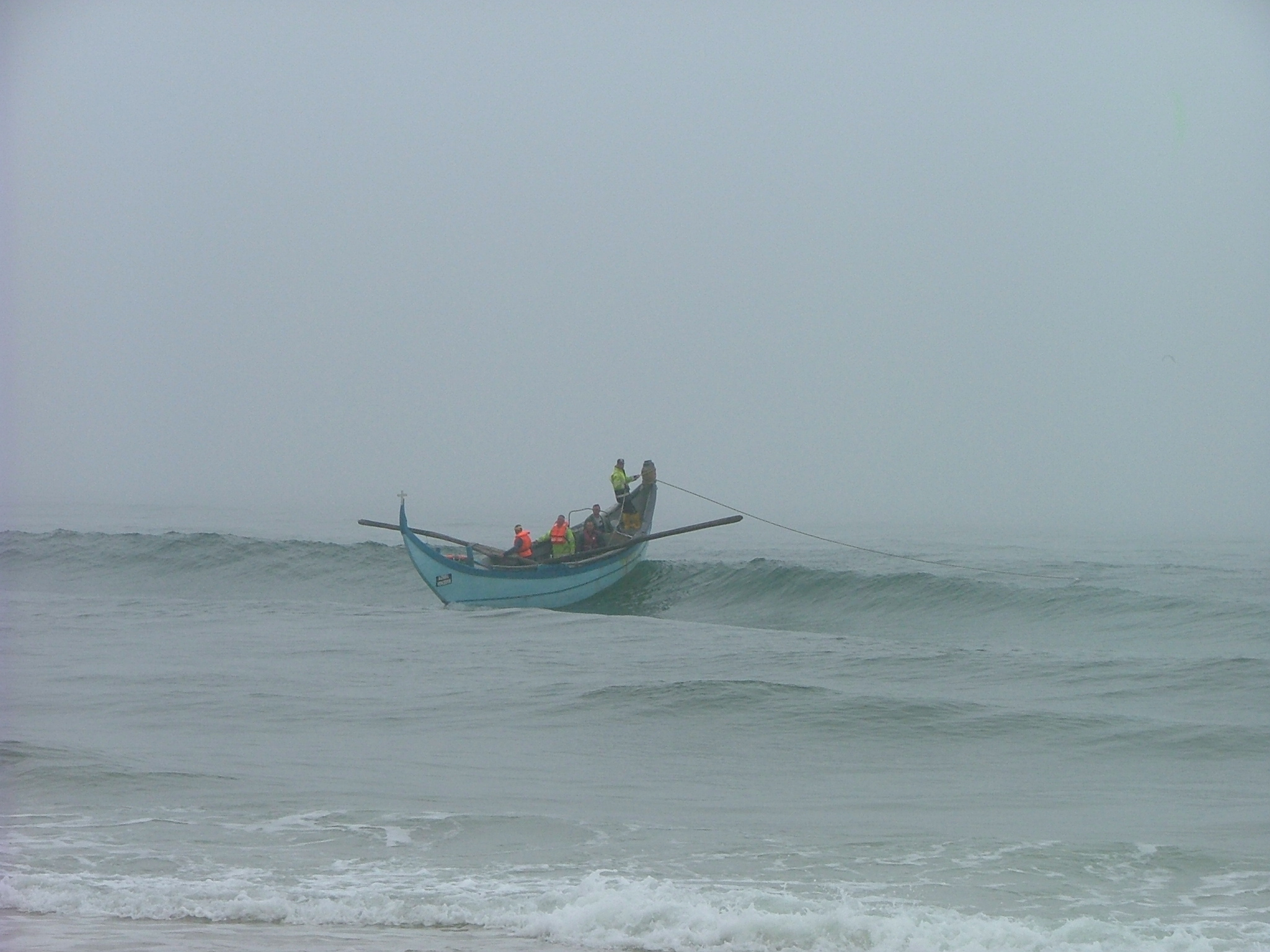
Le bateau revient à la plage après avoir posé le xalavar en mer. On aperçoit derrière le bateau le câble du filet.
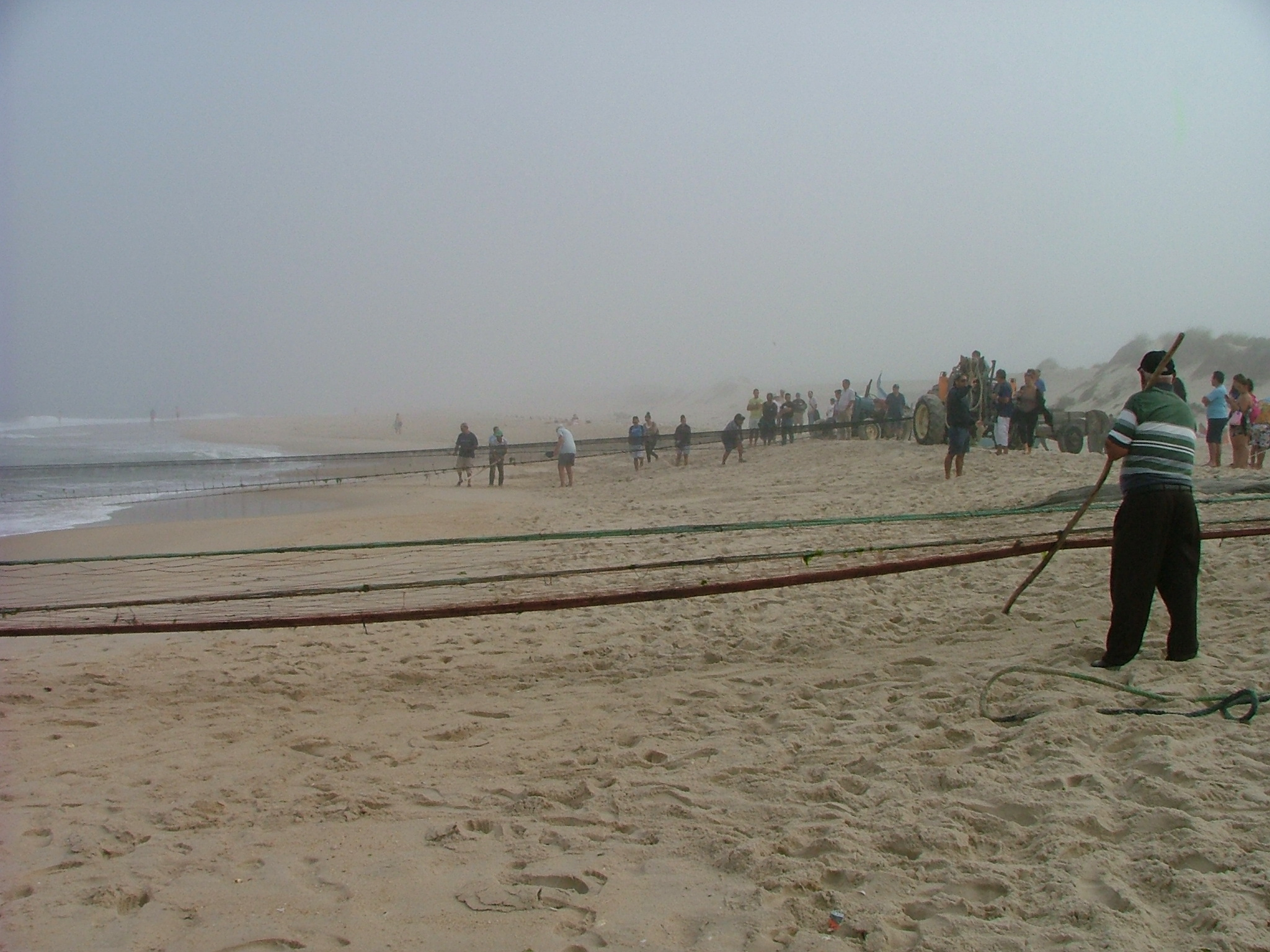
Remontée du xalavar à l'aide des treuils des tracteurs. Les pêcheurs guident le filet à l'aide de bâtons.
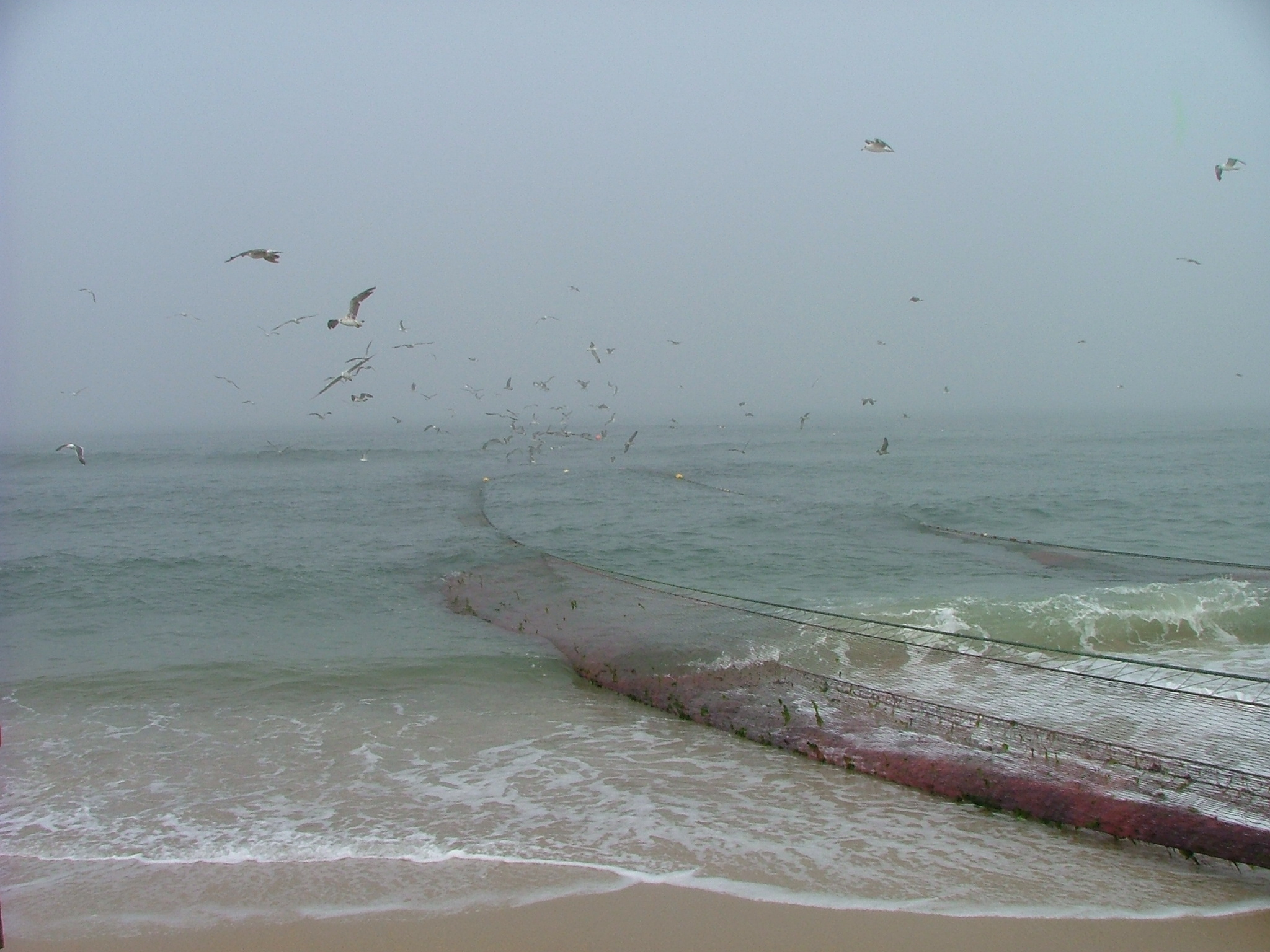
La fin de la remontée du xalavar, on distingue la poche du filet.